# Max Barth (Journalist)
Max Barth (Pseudonyme u. a.: Bufti, Mufti; * 22. Januar 1896 in Waldkirch; † 15. Juli 1970 ebenda) war ein deutscher  politischer Journalist.

## Leben
Nach der Realschule besuchte er das Karlsruher Lehrerseminar. Im Ersten Weltkrieg kämpfte er in Belgien, Frankreich, Polen und Rumänien. Anschließend war er drei Jahre Volksschullehrer.
Seit 1922 arbeitete Barth als freier Autor und Journalist. Erste Veröffentlichungen von ihm erschienen Anfang 1924 in der „Sonntags-Zeitung“ in Stuttgart. Noch im selben Jahr holte ihn der Publizist Erich Schairer (1887–1956), der diese pazifistisch-radikaldemokratische Zeitung im Jahr 1920 gegründet hatte, in die Redaktion und Barth wurde unter zahlreichen Pseudonymen zu einem der produktivsten und vielseitigsten Mitarbeiter.
Im August 1932 wurde er aber wegen politischer Differenzen entlassen. Barth gründete eine eigene kleine Wochenzeitung („Die Richtung“). Wegen drohender Verhaftung wegen „Hochverrats“ – Barth hatte in seiner Zeitung zur Abwehr des Nationalsozialismus zum Generalstreik aufgerufen – floh er Anfang März 1933 in die Schweiz. Damit begann ein 17 Jahre währendes Exil, das Barth rund um die Welt führte – nach Frankreich (1933 und 1935) und Spanien (1934), in die Tschechoslowakei (1935), nach Norwegen (1938), Schweden (1940) und schließlich in die USA (1941).
1950 kehrte er nach Deutschland zurück und lebte zunächst in Stuttgart. Zwei Jahre später (1952) zog er in seinen Geburtsort Waldkirch, wo er sich – über die politische Entwicklung und seine eigene „Überflüssigkeit“ enttäuscht – „zu Ende lebte“.

## Werke
- Kabif [Pseudonyme: Mufti, Bufti]. Gedichte. Stuttgart: Verlag der „Sonntags-Zeitung“ 1930.
- Die Rubaijat des Omar Khaijam. Frankfurt: Europäische Verlagsanstalt 1963.
- Die Nacht des Kaisers. Der Herr des Reiches. Waldkirch: Privatdruck 1964.
- Ein fremder Hund. Waldkirch: Privatdruck 1964.
- Der rote Stein und andere Geschichten. Waldkirch: Privatdruck 1966.
- Höllentorer Chronik. Waldkirch: Privatdruck o. J.
- Spur im Ufersand. Eine Auswahl aus dem Werk. Waldkirch: Waldkircher Verlag 1971.
- Flucht in die Welt. Exilerinnerungen 1933-1950. Hrsg. von Manfred Bosch. Waldkircher Verlag, Waldkirch 1986.
- Lob des Dialekts. Waldkircher Redensarten. Texte und Gedichte. Waldkirch: Waldkircher Verlag 1986.
- Aus dem Inselbuch. Waldkircher Sonderdruck. Ein Almanach. Waldkirch: Waldkircher Verlag 1989.